# Gesche Tebbenhoff
Gesche Tebbenhoff est une actrice allemande née le 28 janvier 1966 à Osnabrück. Avec son mari Manfred Stücklschwaiger (qui joue dans Medicopter le rôle de Thomas Wächter, son ex-mari) elle vit à Bad Reichenhall. Ils ont une fille, Rosa, née en mars 2001. 

## Filmographie
- 1996 : Die Wache : Petra Roth (1 épisode)
- 1997-1999 : Medicopter : Vera Wächter
- 1999-2000 : Soko brigade des stups (SOKO 5113) : Sybille Brauer / Olga Krakauer (2 épisodes)
- 2000 : En quête de preuves : Anna Becker (1 épisode)
- 2001 : Rex, chien flic : Eva Stollberg (1 épisode)
- 2002 : Duo de maîtres : l'avocate Susanna Horn (2 épisodes)
- 2004 : Das Unbezähmbare Herz (téléfilm) : comtesse de Beaumarchais
- 2008 : Dr. Psycho - Die Bösen, die Bullen, meine Frau und ich : Madame Wolf (1 épisode)